# Spoorlijn Bazel - Biel/Bienne
De spoorlijn Bazel - Biel/Bienne ook wel Juralinie genoemd is een Zwitserse spoorlijn van de stad Basel, (Duits: Basel, Frans: Bâle) langs de Franstalige kanton Jura naar Delémont en Biel/Bienne loopt. In Delémont is een aftakking die via Boncourt en Delle naar Belfort loopt.

## Geschiedenis
Het traject werd door de JB in fases geopend:
- Delémont - Basel: 23 september 1875
- Moutier - Delémont : 16 december 1876

Vanaf 1877 was het traject van Delémont over Moutier en Tavannes en Sonceboz naar Biel/Bienne gereed. 
Op 1 oktober 1915 kwam er een kortere verbinding door de opening van de Grenchenbergtunnel.

## Traject
Vanaf Bazel loopt het traject langs het goederenstation Wolf en in Birseck door de gemeente Münchenstein naar Arlesheim en Dornach naar Aesch. In Aesch loopt het traject door een korte tunnel onder het slot Angenstein door en gaat langs de Birs verder naar Grellingen. In de Eerste en Tweede Wereldoorlog werden de spoorbruggen over de Birs bij Chessiloch bewaakt door troepen van het Zwitserse leger.
In Delémont ((de) : Delsberg ) bevindt zich de aansluitend op de draaischijf een historische ronde locomotiefloods. Dit is een rond de draaischijf gebouwd voormalig locomotievendepot en de thuisbasis van de Historische Eisenbahn Gesellschaft (HEG). De HEG heeft in dit historische depot de restauratie en de bedrijfsvoering met historische Zwitserse treinen geconcentreerd.
In Moutier komen de trajecten naar Solothurn van de Solothurn-Münster-Bahn (SMB) het traject via Sonceboz naar Biel/Bienne en het kortste traject door de Grenchenbergtunnel van de Münster-Lengnau-Bahn (MLB) via Lengnau naar Biel/Bienne.

## Treindiensten
Het doorgaande traject gaat van Delémont naar Porrentruy en Boncourt. Voor de richting Biel/Bienne moet in Delémont kop gemaakt.

### S-Bahn Basel
De treindiensten van de Regio S-Bahn Basel worden uitgevoerd door de SBB.

## Grenchenbergtunnel
Het traject (incl. tunnel) werd door Münster-Lengnau-Bahn (MLB) op 1 oktober 1915 geopend.

## Münchenstein (treinramp)
Op 14 juni 1891 zakte de spoorbrug Münchenstein onder het gewicht van de trein in. De passagierstrein bestond uit twee locomotieven en tien wagons met 550 reizigers aan boord. Bij deze treinramp waren 73 doden en 171 gewonden te betreuren.

## Elektrische tractie
Het traject werd geëlektrificeerd met een spanning van 15.000 volt 16 2/3 Hz wisselstroom.

## Afbeeldingen

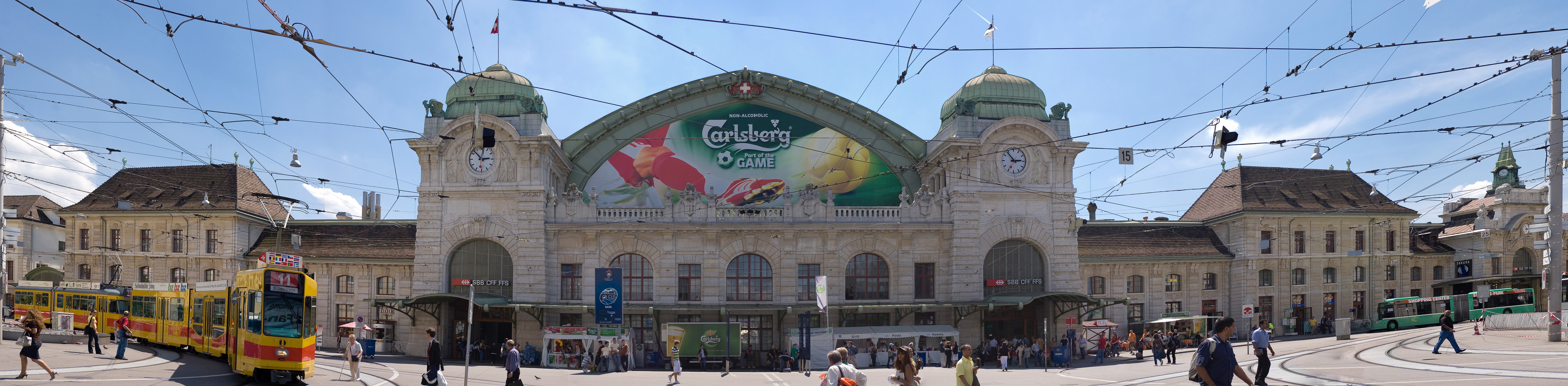
Station Basel SBB
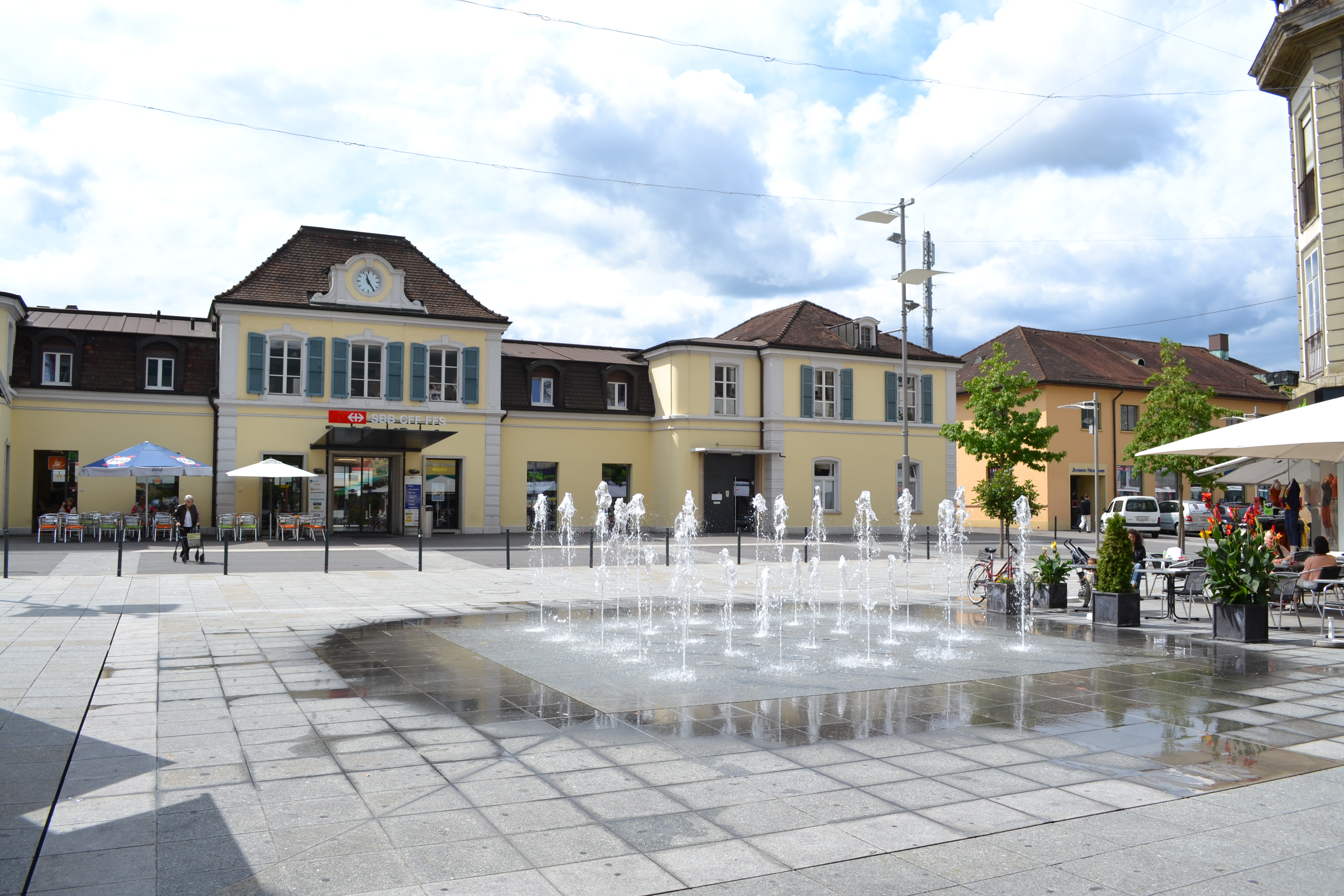
Station Delémont
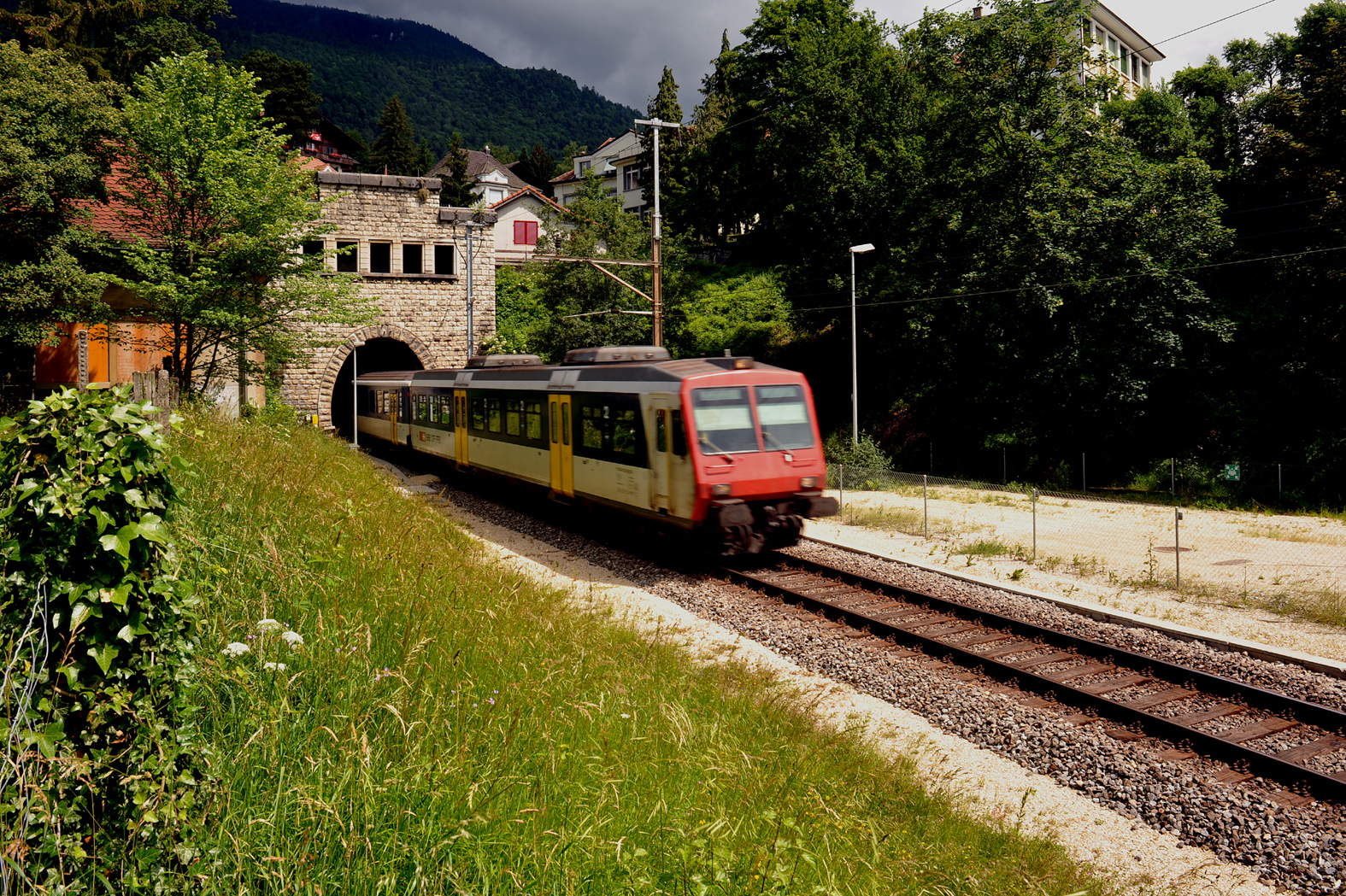
Grenchbergtunnel
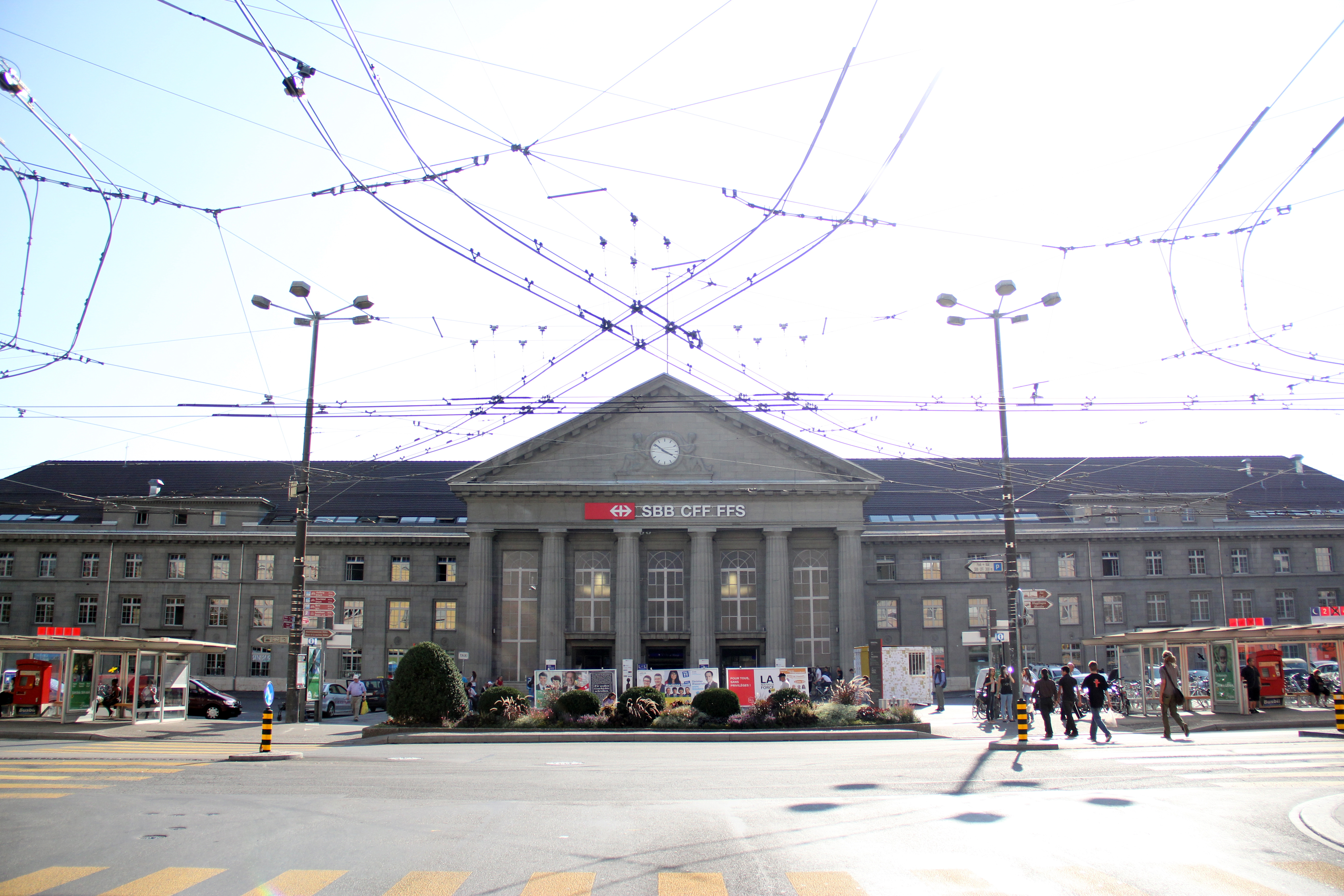
Station Biel/Bienne